# À travers l'orage (film, 1935)
Pour les articles homonymes, voir À travers l'orage.
Pour plus de détails, voir Fiche technique et Distribution.
À travers l'orage (titre original : Way Down East) est un film américain, réalisé par Henry King, sorti en 1935.

## Synopsis
Un jeune homme se retrouve sans le sous après qu'un millionnaire l'ai dupé.

## Fiche technique
- Titre français : À travers l'orage
- Titre original : Way Down East
- Réalisation : Henry King
- Scénario : Howard Estabrook, William Hurlbut, d'après les pièces de théâtre "Annie Laurie" de Lottie Blair Parker (it) (1897) et "Way Down East" de Joseph R. Grismer (en) (1903)
- Photographie : Ernest Palmer
- Montage : Robert Bischoff
- Musique : Cyril J. Mockridge
- Direction artistique : William Darling
- Costumes : William Lambert
- Son : Joseph Aiken
- Producteur : Winfield R. Sheehan
- Sociétés de production : Fox Film Corporation, Twentieth Century-Fox Film Corporation
- Société de distribution : Twentieth Century-Fox Film Corporation
- Pays de production :  États-Unis
- Langue : anglais
- Format : Noir et blanc - 35 mm - 1,37:1 - Son Mono (Western Electric Noiseless Recording]
- Genre : Mélodrame
- Durée : 80 minutes
- Dates de sortie : 
  - États-Unis : 16 octobre 1935

## Distribution
- Rochelle Hudson : Anna Moore
- Henry Fonda : David Bartlett
- Slim Summerville : Seth Holcomb
- Edward Trevor : Lennox Sanderson
- Margaret Hamilton : Martha Perkins
- Andy Devine : Hi Holler
- Russell Simpson : Amasa Bartlett
- Spring Byington : Louisa Bartlett
- Astrid Allwyn : Kate
- Sara Haden : Cordelia Peabody
- Al Lydell : Hank Woolwine
- Harry C. Bradley (en) : M. Peabody
- Clem Bevans : "Doc" Wiggin
- Vera Lewis : Mme Poole
- Phil La Toska : Abner
- Kay Hammond : Mrs. Emma Stackpole

Acteurs non crédités
- Nora Cecil : une villageoise à la fête
- Tom London : un membre de la chorale paroissiale